# Aporosa octandra
Aporosa octandra är en emblikaväxtart som först beskrevs av Buch.-ham. och David Don, och fick sitt nu gällande namn av Joyce Winifred Vickery. Aporosa octandra ingår i släktet Aporosa och familjen emblikaväxter.

## Underarter
Arten delas in i följande underarter:
- A. o. chinensis
- A. o. malesiana
- A. o. octandra
- A. o. yunnanensis